# Federico Sardella
Federico Javier Sardella (Lomas de Zamora Buenos Aires, Argentina, 18 de abril de 1988) es un futbolista argentino que juega de volante central. Actualmente es jugador de Castellaneta Calcio.

## Clubes

### Trayectoria
| Club                        | País      | Año           | PJ | Goles |
| --------------------------- | --------- | ------------- | -- | ----- |
| Banfield                    | Argentina | 1995 - 2010   | 23 | 0     |
| O'Higgins                   | Chile     | 2011          | 7  | 0     |
| Deportes Puerto Montt       | Chile     | 2012          | 31 | 2     |
| Deportivo Español           | Argentina | 2013          | 15 | 0     |
| Club Atlético Atlanta       | Argentina | 2013 - 2014   | 48 | 2     |
| Gimnasia y Esgrima de Jujuy | Argentina | 2015          | 32 | 0     |
| Club Almagro                | Argentina | 2016 - 2018   | 34 | 0     |
| Abano Calcio                | Italia    | 2019          | 14 | 1     |
| Assisi Subasio              | Italia    | 2019 - 2020   | 9  | 0     |
| Ducato Spoleto              | Italia    | 2020 - 2021   | 9  | 0     |
| Castellaneta Calcio         | Italia    | 2021 - actual | 25 | 3     |

## Títulos
| Campeonato | Club     | País      | Año  |
| ---------- | -------- | --------- | ---- |
| Apertura   | Banfield | Argentina | 2009 |

- Datos: Q5441065

## Selección argentina
Selección argentina sub-17 Sudamericano Venezuela 2005